# 竇武
竇 武（とう ぶ、? - 168年）は、後漢末の人物。字は游平。扶風平陵県（現在の陝西省咸陽市秦都区）の人。安豊戴侯竇融の玄孫。曾祖父は竇穆。祖父は竇嘉。父は定襄太守の竇奉。妹は竇瓊英。

## 生涯
竇武は若いころから学問と行いで名を立て、大澤中で教授し、時事に交わらず、関西地方（長安方面）で名を挙げた。
延熹8年（165年）、長女の竇妙が桓帝の後宮に入って撰ばれて貴人となり、時を置かず皇后に立てられると、外戚となった竇武もその引き立てに与り、郎中へ、そして越騎校尉へと昇進し、槐里侯に封じられる。
外戚ゆえに引き立てられ厚遇を受けていることを知る竇武は自らの行いを清め、一族にもそれを勤めさせ、礼としての賂さえ慎んで清名を得、名士を数多引き立てて、他者の嫉視に備えた。
この頃党錮の禁が行われており李膺・杜密等が既に獄に繋がれていた。そのことについて竇武は永康元年（167年）に城門校尉・槐里侯であった自らの進退をかけて桓帝を諫め、党錮の禁を解くことに成功する。
永康元年（167年）冬、桓帝が崩御すると、解瀆亭侯の劉宏を擁立し帝位へ即けた。これが後の霊帝である。この功績によって竇武は大将軍に就くこととなり、更に改めて聞喜侯に封じられ、竇氏一族の主だったものも皆封侯の沙汰を受けた。
大将軍として自らの政権を磐石にしたい竇武と、清流派の雄として賄賂の横行で政府が腐敗することを憎む陳蕃は、宦官排斥で目的が一致した。二人は清流派と目される才能ある人材を数多登用して要職に配置し、政府への掌握力を高めると、建寧元年（168年）5月の日食に因って竇太后に宦官を除きたい旨を伝える。宦官の尽くを廃するのは止めて欲しい、除くなら罪のあるものだけにすべきとの竇太后の返答を得ると、二人は当時省内にあって専権を誇った中常侍の管覇及び中常侍の蘇康等を誅戮した。
この成功に気をよくした竇武・陳蕃は続いて曹節等を除きたいと竇太后に諮るが、とめどない要求を危惧する太后はこれを許さず、徒に時間が過ぎていった。
建寧元年（168年）8月に入り、天文の変遷を見てとった劉瑜が竇太后と竇武・陳蕃のそれぞれに釘を刺し、これに促されるように竇武・陳蕃は宦官一掃を計画する。
宦官尽くを族滅させるという計画は余りに急進的であった。その急進さゆえに一気呵成に成し遂げることを主張する陳蕃に対し竇武は万全を期すことにした。しかしそれが仇となり計画は長楽五官史の朱瑀へ漏れた。事は宦官側に知れ渡り、竇武・陳蕃は今上帝の廃立を図っていると濡れ衣を着せられ、兵によって攻められることになった。
大将軍の竇武は中央軍である五営を動かし、宦官側は近衛にあたる北軍五校士数千人を動かし、両者は衝突した。宦官側は兵を率いる将軍として護匈奴中郎将の張奐を抱き込むことに成功していた。張奐は当代随一の驍将であったため、その指揮下にあった北軍五校は次第に五営を圧倒していった。宦官側の首魁である王甫が戦況不利となった五営の兵士たちに、叛乱したのは大将軍の竇武のほうだと叱りとばすと戦線は崩壊し竇武らは敗走した。なおも北軍による追跡の手は弛まず、ついに包囲されて自殺した。
竇氏は殆ど滅ぼされたが、竇武の孫の竇輔（竇機の子）のみは奇遇を得て生き延びることができた。彼は後に後漢末にあって荊州牧の劉表に従事として引き立てられ、次いで荊州を収めた曹操のところへ向かうことになる。
後漢書竇武伝ではその最後に竇武が生まれた時、その母は同時に一匹の蛇も生んだ。その蛇は竇武の母が死んだ時に姿を現し、人が葬にあたって哀礼を尽くすようにその母に礼を尽くした。それを時の人は竇氏にとってこれは瑞祥だろうとみなした、と書き残している。

## 逸話
後漢の頃、定襄太守の竇奉の妻が武（竇武）という男児を産んだとき、一緒に蛇を一匹産んだ。奉（竇奉）はその蛇を野原へ持って行って放した。その後、武は成長して、天下に名の聞こえた人物となった。やがて母が死に、これから埋葬をしようというとき、弔問客がたくさん集まっているところへ、草むらの中から1匹の大蛇が出て来た。そして一目散に棺のところまで来ると、そこにうずくまって天を仰いだりうなだれたりした上、頭を棺に打ちつけて血涙を流し、いかにも悲しみに耐えないという様子であったが、やがて立ち去った。当時の人々は、これは竇家の栄える印だと考えたのであった。